# استانیسلاس دی گوایتا

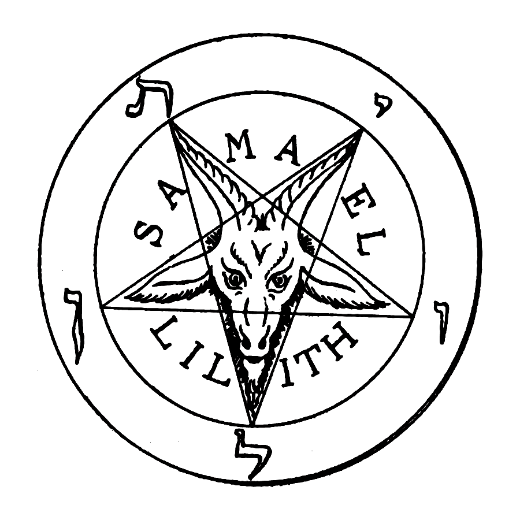
پنتاگرام بز برای اولین بار در کتاب La Clef de la Magie Noire (کلید سحر و جادو سیاه) توسط استانیسلاس دی گوایتا در سال ۱۸۹۷ به کار برده شد. این سمبل برابر با بافومت شناخته می‌شود و معمولاً از آن به عنوان بز سباتیک یاد می‌شود. سمائیل (نوشته شده در بالای سر بز) چهره معرفی شده در تلمود و لیلیت (نوشته شده در زیر سر بز) از اهریمن‌های زن اساطیر یهود می‌باشند. پنج حرف عبری نوشته شده در گوشه‌های پنتاگرام لویاتان تلفظ می‌شوند که موجودی افسانه ای در بین اساطیر یهود است. این سمبل در سال ۱۹۶۹ به عنوان نماد رسمی کلیسای شیطان انتخاب شد که آن را سیگیل بافومت می‌خوانند.

استانیسلاس دی گوایتا (فرانسوی: Stanislas de Guaita)، (زاده: ۶ آوریل ۱۸۶۱- درگذشته: ۱۹ دسامبر ۱۸۹۷) شاعر و نویسندهٔ فرانسوی بود. او را به عنوان یکی از متخصصان باطن‌گرایی غربی و میستیسیزم می‌شناسند. او از اعضای چلیپای گلگون بود و در زمان و حرفه خود فردی بسیار محبوب و موفق بود.

## اوایل زندگی
دی گوایتا عضو خانواده اشرافی با اصالت ایتالیایی می‌باشد که به فرانسه مهاجرت کرده‌اند و دارای لقب مارکی می‌باشد. او در عمارت خانوادگی خود در موزل تارکمپول به دنیا آمد و در مدرسه ای در شهر نانسی مشغول تحصیل شد و در این دوران علوم شیمی، متافیزیک و کابالا را فراگرفت. در دوران جوانی به پاریس نقل مکان کرد و در آپارتمان مجللی ساکن شد. خانهٔ او در پاریس به محل تجمع شعرا، هنرمندان و نویسندگان باطن گرا و میستیسیزم بدل شده بود. او در دهه ۱۸۸۰ میلادی دو مجموع شعر منتشر کرد که بسیار موفق عمل کرد.

## فعالیت در انجمن چلیپای گلگون
دی گوایتا پس از خواندن آثار الیفاس لوی مجذوب آثار او شده بود. الیفاس لویی نویسنده علم غیب پرآوازهٔ فرانسوی بود که در سال ۱۸۵۴ در دوران حضورش در لندن با معرفی ادوارد بولور لیتن عضو چلیپای گلگون شده بود او همچنین در ۱۴ مارس ۱۸۶۱ عضو ماسون گراند اوریان شده بود. همچنین دی گوایتا با خواندن رمانی از جوزفین پالادان که در مورد چلیپای گلگون و علوم خفیه بود به علوم خفیه علاقه‌مند شد. در سال ۱۸۸۴ دی گوایتا پالادان را در پاریس ملاقات کرد این دو نویسنده تصمیم گرفتند که انجمن برادری چلیپای گلگون را دوباره احیا کنند و در این راه از جرارد انکوزس نیز کمک گرفتند (انکوزس پزشک و عالم علوم خفیهی فرانسوی بود که کتاب‌هایی در مورد جادو، کابالا و تاروت نوشته بود).
در سال ۱۸۸۸میلادی دی گوایتا انجمن کابالیستیچلیپای گلگون را تأسیس کرد. چلیپای گلگون اولیه انجمنی سری بود که در قرن ۱۷ام میلادی به‌طور رسمی اعلام حضور کرد. انجمن دی گوایتا مشغول آموزش علم کابالا بود که عرفان سری یهودی-مسیحی می‌باشد و سعی دارد رازهای تورات، انجیل و طبیعت را آشکار سازد. آن‌ها در این انجمن به دانش آموختگان خود مدارک و درجاتی از علم کابالا را ارائه می‌دادند. می‌گویند دی گوایتا کتاب‌خانه ای سری داشت که شامل کتب متافیزیک، جادو و علوم خفیه می‌شد. گوایتا به واسطه تحقیقات وسیعی که در مورد چلیپای گلگون انجام داده توسط محققان امروزی (شاهزاده چلیپای گلگون) لقب گرفته.
در اواخر دهه ۱۸۸۰ میلادی جوزف آنتوان بوالن، کشیش خلع لباس شده و رهبر گروه کلیسای کارمل، (جنگ جادو) را علیه دی گوایتا به راه انداخت. هویسمانس، رمان‌نویس فرانسوی-بلژیکی، از جمله حامیان بوالن بود که در یکی از رمان‌هایش گوایتا را به شکل جادوگری شیطانی تصویر سازی کرده‌است. هنری بویز نیز از طرفداران بوالن بود که دی گوایتا را به دوئل خواند و او نیز پذیرفت ولی به علت خطا رفتن تیر هر دوی آن‌ها به هیچ‌یک آسیبی نرسید.
در دهه ۱۸۹۰ رابطهٔ دی گوایتا، پالادان و انکوزس به دلیل اختلاف برسر استراتژی و دکترین انجمن خدشه دار شد. گوایتا و انکوزس به دلیل پیوستن پالادان به انجمن‌های رقیب رابطه خود را با او قطع کردند.
دی گوایتا در سال ۱۸۹۷ در اثر مصرف بیش مواد مخدر از حد در سن ۳۶ سالگی در گذشت. در روایتی دیگر گفته می‌شود او در اثر مشکل کلیوی مرده‌است
طراحی او که سر یک بز در پنتاگرامی برعکس می‌باشد همزمان با سال مرگ او در کتاب کلیدی برای جادوی سیاه (La Clef de la Magie Noire) چاپ شد